# Sclerotheca arborea
Sclerotheca arborea là loài thực vật có hoa trong họ Hoa chuông. Loài này được (G.Forst.) A.DC. miêu tả khoa học đầu tiên năm 1839.